# Histoire de Jarnac

Les armoiries de la ville de Jarnac se blasonnent ainsi :
D'or à trois chabots de gueules.
Ornement extérieur : couronne murale à trois tours crénelées surmontant le blason.
Devise : Concussus Resurgo (« Frappé, je me relève ».)

L'histoire de Jarnac, petite ville du département de la Charente, en l'état actuel des connaissances, commence à l'époque néolithique. Occupée par l'homme à l'époque romaine, le nom Jarnac apparaît seulement dans les textes à l'époque carolingienne. Siège d'une seigneurie au Moyen Âge, la notoriété de la ville fut acquise au XVIe siècle, lorsqu'au cours d'un duel, l'un des protagonistes, Guy Chabot, seigneur de Jarnac, usa du « coup de Jarnac » qui est passé à la postérité. À partir du XVIIIe siècle, la ville se spécialisa dans la négoce du cognac et c'est au début du XXe siècle que naquit le plus célèbre de ses enfants, François Mitterrand.

## Préhistoire et protohistoire
L'occupation des lieux est connue depuis l'époque néolithique ; de nombreux silex, fragments de pierre polie, ainsi qu'une table de dolmen ont été trouvés sur le territoire de la commune. Ce dernier reste occupé durant la Protohistoire comme en témoignent quelques rares découvertes d'objets de l'âge du bronze et de l'âge du fer.
Le quartier des Grands Maisons était occupé avant l'époque romaine. Il se trouvait au croisement de deux chemins, un est-ouest qui se dirigeait vers le gué de l'Échassier (le Chemin des Anglais), et un nord-sud qui franchissait la Charente au gué du Port Richard.

## Antiquité
Le site gallo-romain de Jarnac était situé au carrefour d'une ancienne voie gauloise et de deux voies romaines, l'une appelée Chemin des Anglais, partant d'Angoulême et venant rejoindre près de Cognac le Chemin Boisné reliant Saintes à Périgueux, et son Jarnac fut le seul port fluvial sur la Charente entre Saintes et Angoulême, d'où son importance au temps des Romains. On franchit alors la Charente par le gué des Grands Maisons, connu ensuite sous le nom de la Hausse-Charles.
La mise au jour de fours de potiers a révélé l'existence d'une activité de production de céramique sur le site.
Après quatre siècles de présence romaine, les Wisigoths prirent, en 418, possession de Jarnac et de ses environs.

## Moyen Âge

### Haut Moyen Âge
Au siècle suivant, les Francs, menés par Clovis conquièrent la Gaule jusqu'aux Pyrénées. Clovis se retire en établissant Bazole, comte d'Angoulême chargé de gouverner en son nom.
Une tradition constante, mais dont les témoignages n'ont pas été fixés par l'écriture, veut qu'il ait existé un château mérovingien tout à fait sur la crête qui domine la Charente et la vallée de Lartige, opposée à la première,.
La première mention du lieu Aianarcum apparut dans une charte de 852, lle nom se transforma par la suite en Jarnacum (Jarnac). La terre de Jarnac relevait alors des comtes d'Angoulême, mais aussi du prieur de l'abbaye de Saint-Cybard.
Au VIIIe siècle, une nouvelle invasion, celle des Maures se termine à Poitiers, leur armée y étant définitivement vaincue par Charles Martel en 732.
En 778, Charlemagne érige l'Aquitaine en royaume, attribué à son fils Louis ; au IXe siècle, l'Angoumois est confié à Turpion (vers 848) à qui succéda son frère Émenon, puis Vulgrin Ier, premier comte héréditaire de la province.
En 846, les Vikings, remontant la Charente, pillèrent tout sur leur passage.

### Moyen Âge central
C'est sous Guillaume Taillefer II, cinquième comte d'Angoulême, fin du Xe siècle, qu'il est fait mention d'un seigneur de Jarnac, Wardrade Loriches, comte de la Marche, habitant le Château de Jarnac, situé sur l'actuelle place du Château, et fondateur avec son épouse Rixendis de l'abbaye Saint-Étienne de Bassac où se voit encore leur tombeau.
Depuis la seconde partie du XIIe siècle, l'Aquitaine est devenue terre anglaise par le mariage d'Aliénor d'Aquitaine et d'Henri II Plantagenêt, et vers 1150, c'est l'unique bâtard de Richard Cœur de Lion, Philippe de Faucombrige, qui en épousant l'héritière des terres de Cognac, Merpins et Jarnac devient le seigneur des lieux. Sans héritier, ses domaines passent à son oncle, le roi Jean sans Terre et sa femme Isabelle d'Angoulême.
Leur fils Henri III d'Angleterre rend le domaine à Hugues X de Lusignan, comte de la Marche et d'Angoumois, qui a épousé sa mère, alors veuve de son père Jean sans Terre.
Des Plantagenêts, Jarnac obtint ses franchises et libertés que Cognac réussit à conserver, mais que les Chabot s'empressèrent de lui retirer.
Au cours du Moyen Âge, Jarnac se trouvait aussi sur un itinéraire secondaire est-ouest fréquenté par les pèlerins au sanctuaire de Saint-Jacques-de-Compostelle et aux reliques de saint Eutrope à Saintes depuis le Limousin et le Périgord, itinéraire longeant de la Charente par Angoulême et Cognac.

### Moyen Âge tardif
En 1387, le château de Jarnac déjà ruiné fut rasé et il n'en restait plus alors que la tour romane.
Après les Lusignan, la terre de Jarnac passa successivement des Comtes d'Eu (Lusignan), aux Dreux de Mello (par le mariage d'Eustachie de Lusignan), des Craon. En 1404, Marie de Craon épousa Louis Ier Chabot (~1370-1422). c'est leur fils cadet Renaud Chabot qui acquit la seigneurie de Jarnac, en 1410 et fit reconstruire en partie le château. A la fin du XVe siècle, Charles Chabot devint le premier baron de Jarnac.
Charles-Rosalie de Rohan-Chabot fit faire des travaux renovation au château à partir de 1769, en particulier avec la création d'un parc paysager.

## Epoque moderne

### Les Chabot, barons de Jarnac
En 1410, la seigneurie de Jarnac devint la possession de la Maison de Chabot qui se transmit de père en fils pendant trois siècles. Presque tous naquirent au château, presque tous furent inhumés dans l'église Saint-Pierre.
Les aînés, seigneurs de Jarnac, puis barons de Jarnac et occupèrent des fonctions militaires importantes : Grand écuyer de France, gouverneur de l'Aunis et capitaine de La Rochelle et remplirent des fonctions administratives et honorifiques : maire de La Rochelle puis de Bordeaux, gentilhomme ordinaire de la chambre du roi, sénéchal du Périgord...
Les puînés furent chevaliers de Malte ou accumulèrent les bénéfices ecclésiastiques des abbayes des environs (Bassac, Châtres ou Saint-Jean-d'Angély).

#### GuyIerChabot, le coup de Jarnac

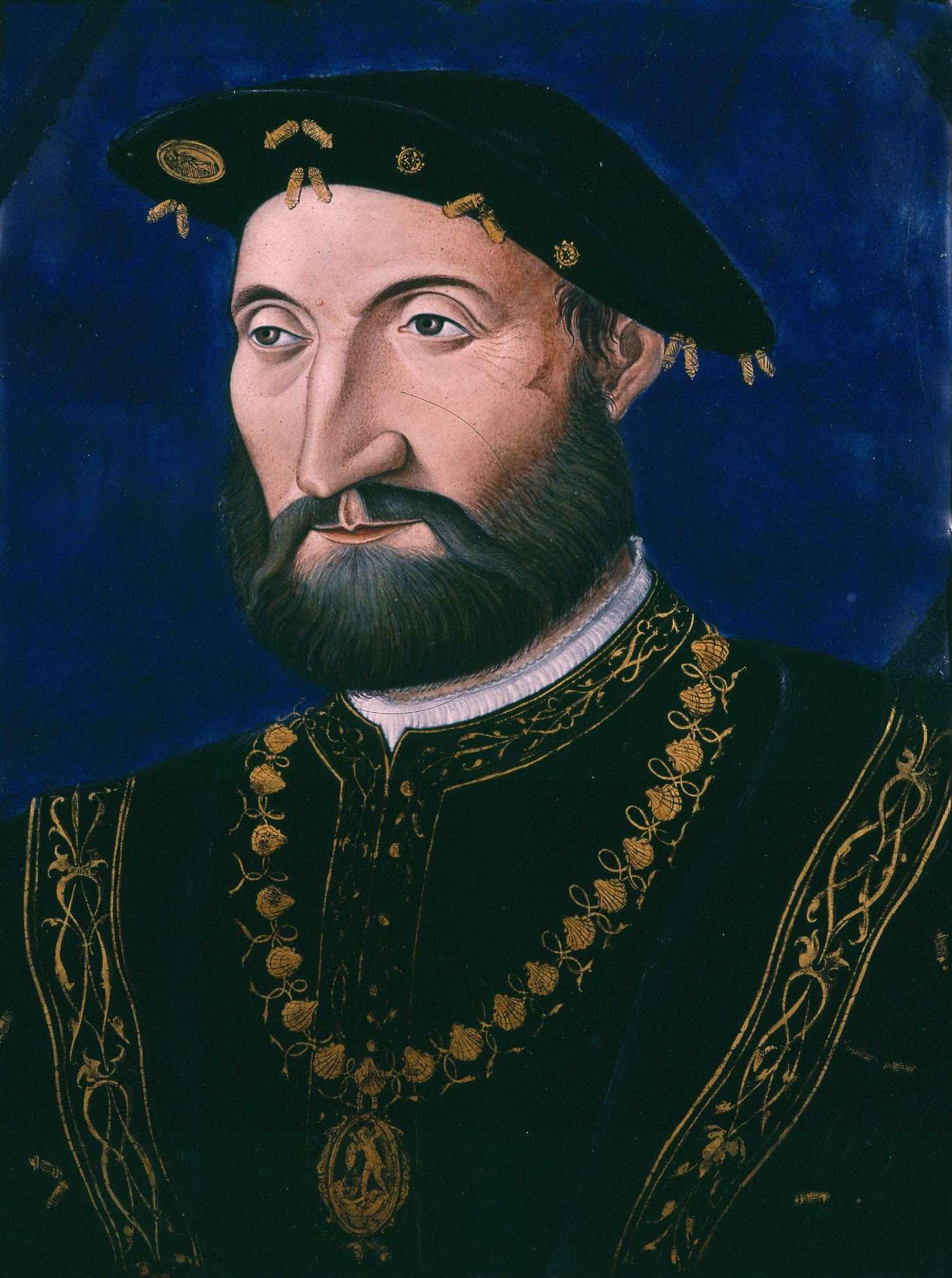
Guy Chabot.

Guy Ier Chabot de Saint-Gelais et St-Aulaye (1514-1584 ; fils de Charles et de Jeanne de Saint-Gelais, dame de Saint-Gelais, Montlieu et Sainte-Aulaye), deuxième baron de Jarnac, ayant demandé justice des bruits calomnieux qui couraient à la cour, en 1547, le roi Henri II accéda à sa demande. C'est La Châtaigneraie, redoutable bretteur qui releva le défi.
Le duel eut lieu le 10 juillet 1547 à Saint-Germain-en-Laye. Le début de la rencontre était en faveur de La Châtaigneraie, grand favori, jusqu’au moment où Chabot put placer ce coup de revers, qui fendit le jarret de son adversaire ainsi terrassé. Le coup inattendu était régulier, et, Chabot fut déclaré vainqueur. La Châtaigneraie mourut le lendemain de sa blessure. Le coup de Jarnac n'est donc pas lié directement à la ville de Jarnac.

### La Bataille de Jarnac

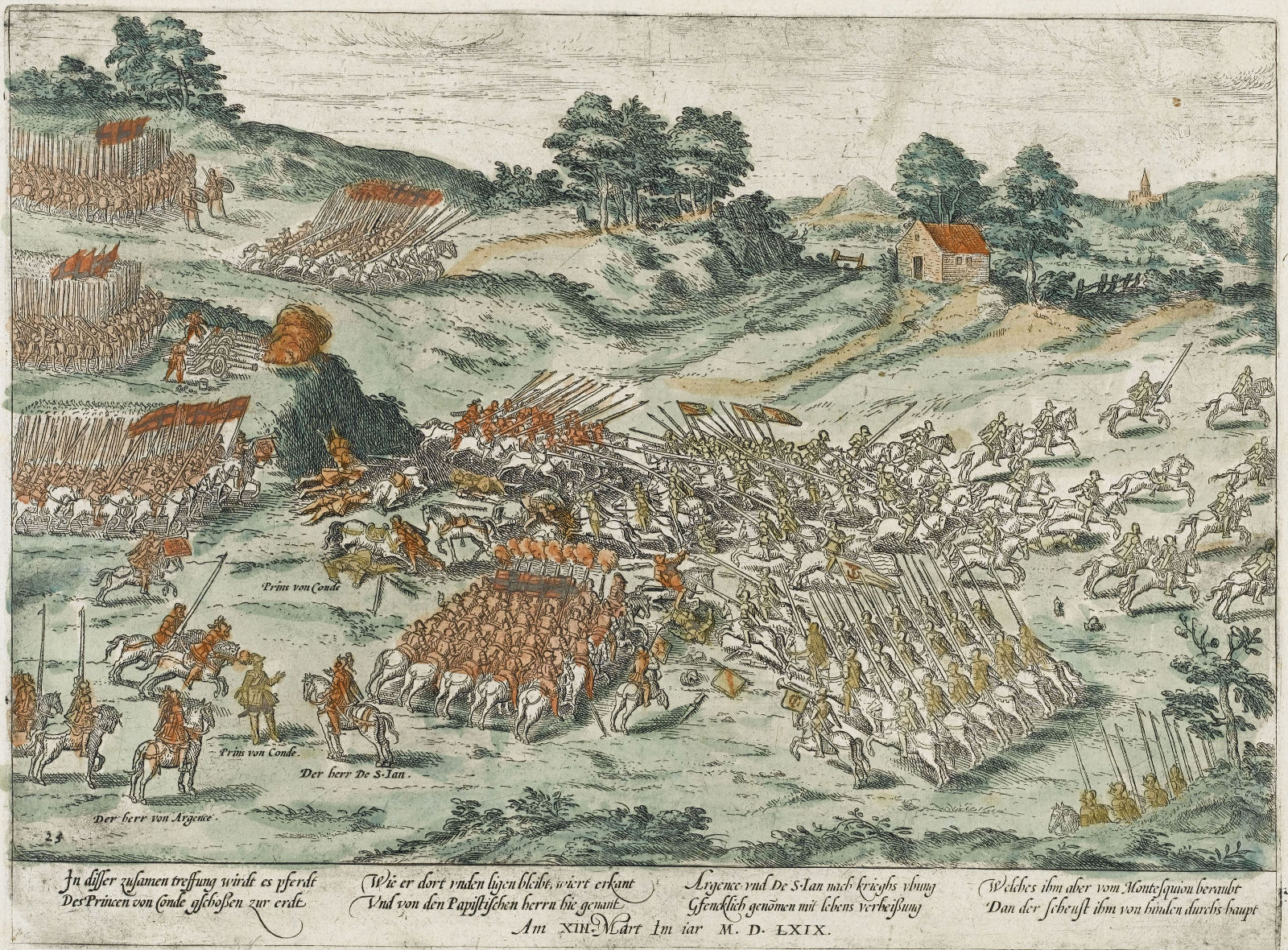
La bataille de Jarnac, gravure du XVIe siècle.

Jarnac fut le théâtre d'une bataille, la bataille de Jarnac, importante confrontation de la troisième guerre de Religion, le 13 mars 1569, les troupes royales sous les ordres du duc d'Anjou, futur roi Henri III y affrontèrent victorieusement l'armée protestante commandée par Louis de Bourbon-Condé et Gaspard de Coligny. Blessé durant le combat, Condé tentait de se rendre lorsqu'il fut assassiné d'un coup de pistolet par Joseph-François de Montesquiou, capitaine des gardes du duc d'Anjou.

### Jarnac, terre protestante
Léonor Chabot de Jarnac de Saint-Gelais (~1541-1605), troisième baron de Jarnac, s'étant converti, dès 1560, au protestantisme, la contrée devint alors un lieu majoritairement acquis à la Réforme calviniste. Le baron de Jarnac devint un des chefs les plus écoutés du parti protestant en Angoumois, Saintonge et Aunis.
La promulgation de l'édit de Nantes, le 13 avril 1598 mit fin aux guerres de religion, et permit à la presque totalité de la population jarnacaise, de confession protestante, de pouvoir pratiquer leur religion en paix.

### Jarnac au XVIIe siècle

#### Guy II Chabot
Guy II Chabot de Saint-Gelais (1565-ap. 1640/1646) fils aîné de Léonor Chabot et de Marguerite de Durfort, quatrième baron de Jarnac, fut le premier comte de Jarnac par lettres patentes du roi, fait conseiller d'État le 30 juin 1614, et lieutenant général pour le roi en Saintonge en 1616.
Ce fut un zélé huguenot, comme l'avait été son père, et il fut nommé, le 16 mai 1620, chef du parti protestant avec les ducs de Rohan, de la Trémouille et de Soubise.
De son second mariage avec Marie de La Rochefoucauld-Montendre, il eut six enfants, dont notamment, Guy-Charles Chabot de Saint-Gelais, prieur de Jarnac et de Montours, doyen de Saintes en 1665.

#### Louis Chabot
Louis III Chabot de St-Gelais (1626-1665/1666), fils du précédent, troisième comte de Jarnac en 1648 après son demi-frère aîné Jacques II (sire de Montlieu ; réputé imbécile et † en 1648), fervent catholique, fut conseiller du roi, fut chargé lors de la Fronde, le 16 octobre 1651, de lever un régiment de cavalerie de son nom, et d'assembler la noblesse des environs de Cognac pour s'opposer aux troupes du grand Condé qui fut battu au siège de Cognac par le comte d'Harcourt, le 15 novembre 1651. À cette occasion, et en récompense du service rendu, il obtint le grade de maréchal de camp. Il commanda dans le pays de Cognac jusqu'à la fin des troubles, en août 1652. Il mourut le 9 octobre 1665.

#### Abolition du culte protestant à Jarnac
À partir de 1655, la politique de conversion des Réformés fut mise en œuvre. En 1664, Guy-Charles Chabot de Saint-Gelais demanda l'abolition du culte réformé et la démolition du temple de Jarnac, ce qui fut fait à la révocation de l'édit de Nantes, en 1685.

### Les Rohan-Chabot, comtes de Jarnac
Guy-Henri Chabot de Saint-Gelais (1648-1691 ; fils de Louis III et de Catherine de La Roche-Beaucourt : cf. La Rochebeaucourt et La Roche-Beaucourt, marquise de Soubran), 4e comte de Jarnac, époux en premières noces de Marie-Claire de Créquy-Houlles et Frohans, puis en deuxièmes noces de Charlotte-Armande de Rohan-Montbazon-Guéméné (fille de Charles II et petite-fille de Louis VIII), d'où : (du 1°) Louis (IV) Chabot (1675-1690/1691), comte héritier de Jarnac ; (du 2°) Guy-Armand Chabot (1689-1707 ; 5e comte de Jarnac), et Henriette-Charlotte Chabot (1690-1769)
Henriette-Charlotte Chabot, comtesse de Jarnac, épousa 1° 1709 Paul-Auguste-Gaston de La Rochefoucauld-Montendre (1675-1714), puis 2° en juin 1715, un de ses cousins, Charles-Annibal de Rohan-Chabot qui devint, de ce fait, septième comte de Jarnac. Il racheta, le 10 juin 1717, le Quint de Jarnac.
Jusqu'à la Révolution française, le domaine entier de Jarnac resta entre les mains de ses seigneurs. Charles-Annibal de Rohan-Chabot n'eut de cesse d'améliorer, d'augmenter et d'embellir son domaine, mais perçu comme querelleur, brutal et hautain, il finit par quitter Jarnac pour Paris en 1744. Le couple n'ayant pas eu d'enfants, le comté de Jarnac passa à leur neveu Louis-Auguste de Rohan-Chabot (1722-1753), capitaine dans le régiment de Jarnac-Dragons. Ce dernier étant lui-même mort sans postérité, ses droits au comté de Jarnac passèrent à son cousin germain, Charles Rosalie de Rohan-Chabot, maréchal des camps et armées du roi en 1781 qui fit faire des travaux de remise au goût du jour à partir de 1769, en particulier avec la création d'un parc paysager à l'anglaise. Il fut le dernier seigneur de Jarnac.

## Époque contemporaine

### Révolution française

#### Jarnac en 1789
Les cahiers de doléances de la châtellenie de Jarnac, rédigés au printemps 1789, sont aujourd'hui conservés aux Archives départementales de la Charente. Les idées de réforme s'étaient diffusées au sein de la loge maçonnique locale, les notables de Jarnac qui allaient jouer un rôle important au cours de la Révolution en avaient été membres. Cependant, le comte de Jarnac, dans son discours devant l'assemblée de la noblesse, défendit avec passion son statut de privilégié. Le seigneur et l'élite locale se trouvaient donc en conflit qui aboutit à la création d'un Comité civil et militaire de la ville de Jarnac, le 26 juillet 1789 qui administra la ville jusqu'aux élections municipales de la fin de janvier 1790.

#### La fête de la Fédération à Jarnac
Lors de la création du département de la Charente, en 1790, Jarnac devint chef-lieu de canton. La Fête de la Fédération commémorant le premier anniversaire de la Révolution, fut célébrée à Jarnac, le 14 juillet 1790, dans la ferveur populaire : après la messe célébrée à l'église Saint-Pierre, la municipalité, la Garde nationale, les membres du clergé et tous les citoyens de Jarnac précédés d'une bannière de la Fédération aux couleurs de la Nation partirent en cortège sur la place du Champ de Foire (actuellement place de l’Hôtel-de-Ville) où était érigé un autel de forme cylindrique élevé sur trois gradins. Le maire prononça le premier le serment d’être à jamais fidèle à la nation, à la loi et au roi, de maintenir de tout son pouvoir la constitution décrétée par l’Assemblée nationale, de protéger, conformément aux lois, la sûreté des personnes et des propriétés, la libre circulation des grains et subsistances à l’intérieur du royaume et la perception des contributions publiques sous quelque forme que ce soit, de demeurer unis à tous les Français par les liens indissolubles de la fraternité.

### XIXe siècle, le chemin de fer arrive à Jarnac
Au XVIIIe et au XIXe siècle, la ville se développa sous l'impulsion du commerce du cognac. Jarnac vit alors s'installer de grandes maisons de négoce, telles que Hine (fondée en 1763), Delamain (1824), Courvoisier (1836), Tiffon (1875)...
Jarnac fit preuve au XIXème siècle d'un dynamisme remarquable, se manifestant notamment par une croissance démographique importante (la population passa de 1 700 h en 1800 à 4 900 h en 1901) et par le développement urbain résultant de cette arrivée de population.
En 1827 fut édifié le pont permettant de traverser la Charente, et en 1867, le chemin de fer arriva à Jarnac mettant la ville en relation avec Cognac et Saintes d'une part et Angoulême d'autre part. La même année, fut construit l'hôtel de ville, édifice inscrivant dans la pierre toute la confiance portée dans l'avenir de la ville par ses habitants.
La destruction des remparts médiévaux permit d'intégrer les faubourgs dans la ville et parallèlement de nouveaux quartiers virent le jour, abritant tout autant de modestes habitations que de riches hôtels particuliers.

### XXe siècle, Jarnac et la guerre
Pendant la Première Guerre mondiale, Jarnac, étant éloignée du front, n'eut pas à souffrir matériellement. Une école primaire fut cependant transformée en hôpital militaire accueillant les blessés.
Pendant la Seconde Guerre mondiale, le maire de Jarnac, André Royer fut démis de ses fonctions par le régime de Vichy, le 18 mars 1941, il redevint maire à la Libération.
Le 8 octobre 1942, la police française organisa une rafle de Juifs dans le département de la Charente. A Jarnac, 13 juifs furent arrêtés.
Jarnac fut libérée le 2 septembre 1944 par les F.F.I..

### François Mitterrand, enfant de Jarnac
François Mitterrand naquit, le 26 octobre 1916, à Jarnac où sa famille possédait une fabrique de vinaigre. Il y passa son enfance avec ses sept frères et sœurs jusqu'à son départ pour poursuivre ses études supérieures à Paris. Prisonnier de guerre, il s'évada en décembre 1941 et revint à Jarnac. Entré au service du régime de Vichy, il s'engagea par la suite dans la résistance. Après une carrière ministérielle sous la IVe République, il s'opposa au général de Gaulle et à ses successeurs avant d'être élu président de la république, le 10 mais 1981.
Le 11 janvier 1996, les obsèques de François Mitterrand furent célébrées à Jarnac, suivies de son inhumation dans le cimetière communal.

### XXIe siècle, Jarnac dans l'intercommunalité
La communauté de communes de Jarnac fut créée par l'arrêté préfectoral du 15 novembre 1993 entre 18 communes. Elle disparut, le 1er janvier 2017, fusionnant avec les communautés de communes de Grande Champagne, de Grand Cognac et de la région de Châteauneuf pour former la communauté d'agglomération du Grand Cognac.